# Columbia Icefield
Columbia Icefield är en iskalott i Kanada.   Den ligger i provinsen Alberta, i den centrala delen av landet, 3 100 km väster om huvudstaden Ottawa. Arean är 325 kvadratkilometer.
Trakten runt Columbia Icefield är permanent täckt av is och snö. Trakten runt Columbia Icefield är nära nog obefolkad, med mindre än två invånare per kvadratkilometer.